# Peloropeodes coxalis
Peloropeodes coxalis är en tvåvingeart som först beskrevs av Aldrich 1901.  Peloropeodes coxalis ingår i släktet Peloropeodes och familjen styltflugor. Inga underarter finns listade i Catalogue of Life.